# Tephritocampylocera irrorata
Tephritocampylocera irrorata är en tvåvingeart som först beskrevs av Malloch 1929.  Tephritocampylocera irrorata ingår i släktet Tephritocampylocera och familjen Pyrgotidae.
Artens utbredningsområde är Kenya. Inga underarter finns listade i Catalogue of Life.